# Истемис
Истемис — село в Домбаровском районе Оренбургской области в составе Ащебутакского сельсовета.

## География
Находится на расстоянии примерно 61 километр по прямой на запад-северо-запад от районного центра посёлка Домбаровский.

## Климат
Климат резко континентальный. Зима, как правило, малоснежная, суровая, холодная. Самый холодный месяц — январь. Средняя температура января −16,5…−17 °C. Осадки за холодный период года (с ноября по март) составляют около 100 мм. Снежный покров устанавливается в середине ноября и исчезает в конце апреля. Высота снежного покрова менее 30 см. Весна развертывается интенсивно. Быстро нарастает температура и прогревается земля. Безморозный период в среднем составляет 120—135 дней. Лето жаркое, начало обычно засушливое. Средняя температура июля +21,8 °C. Максимальная температура может доходить до +42 °C. Осадки за тёплый период года (с апреля по октябрь) составляют около 100—250 мм. Осенью начинаются утренние заморозки. Понижение температур происходит неравномерно. В конце октября температура опускается ниже нуля.

## История
В 1908 г. село уже существовало. Истемисская киргизская волость была образована в 1914 году. В 1930 году в ауле был организован колхоз «Энбекши». С таким же названием был организован колхоз и в ауле Кулькабай. После войны эти два колхоза слились в один с центром в селе Истемес. В 1957 году село Истемис стало центром одного из отделений совхоза «Солнечный». После акционирования сельхоз предприятия стал центром одного из отделений (1993) ЗАО (ОАО) «Ащебутакское», ССПК «Ащебутакский» (2002).

## Население
Постоянное население составляло 252 человек в 2002 году (казахи 99 %), 172 человека в 2010 году.